# Rokytnice (ort i Tjeckien, Zlín)
Rokytnice är en ort i Tjeckien.   Den ligger i regionen Zlín, i den östra delen av landet, 280 km öster om huvudstaden Prag. Rokytnice ligger 353 meter över havet och antalet invånare är 593.
Terrängen runt Rokytnice är kuperad åt sydost, men åt nordväst är den platt. Rokytnice ligger nere i en dal. Runt Rokytnice är det ganska tätbefolkat, med 80 invånare per kvadratkilometer. Närmaste större samhälle är Slavičín, 3,7 km nordväst om Rokytnice. Omgivningarna runt Rokytnice är en mosaik av jordbruksmark och naturlig växtlighet.